# Özge Ulusoy
 (avril 2025).
Si vous disposez d'ouvrages ou d'articles de référence ou si vous connaissez des sites web de qualité traitant du thème abordé ici, merci de compléter l'article en donnant les références utiles à sa vérifiabilité et en les liant à la section « Notes et références ».
Pour les articles homonymes, voir Özge.
Özge Ulusoy (prononcé [œz'ge uɫu.'sɔj]), née le 28 octobre 1982 à Ankara, est une top model turque. Elle travaille pour l'agence Uğurkan Erez. Elle est aussi styliste ; elle a plusieurs collections d'une ligne féminine de vêtements.

## Biographie
Özge Ulusoy est la fille d'une mère mairesse et d'un père juge et avocat militaire[réf. nécessaire].
Elle a étudié à l'École supérieure de ballet en Turquie et est diplômée de l'université Hacettepe d'Ankara et de l'université des beaux-arts Mimar-Sinan d'Istanbul. Elle a aussi fait ses études à l'université Yeditepe puis devient mannequin. Elle est également actrice et danseuse[réf. nécessaire].

## Carrière
Özge Ulusoy a fait les couvertures de OK!, Vogue, InStyle, NBC[Quoi ?], etc. et apparaît de manière régulière dans le catalogue de Christian Dior, participant à leurs défilés de mode.
Elle a aussi participé à des campagnes de publicité pour Gizia, Christian Dior, Cemil İpekçi, Mango, Marks & Spencer, Emanuel Ungaro, Hussein Chalayan, Beymen, Vakko (en), Mavi Jeans, Cengiz Abazoğlu, İpekyol, Roman), Harvey Nichols, etc.

## Vie privée
Elle vit avec l'homme d'affaires Faruk Çolakoğlu.